# Ergates (Cypr)
Ergates (gr. Εργάτες) – wieś w Republice Cypryjskiej, w dystrykcie Nikozja. W 2011 roku liczyła 1792 mieszkańców. Leży w odległości kilkunastu kilometrów od Nikozji.